# 瑞穂村開拓団集団自決
瑞穂村開拓団集団自決（みずほむらかいたくだんしゅうだんじけつ）とは、1945年（昭和20年）9月17日、満洲国北安省（現中華人民共和国黒龍江省）瑞穂村開拓団（満蒙開拓団）が集団自決した事件。自決者は495人とされている。なお、生き残った人も辛酸をなめ、約半年後の1946年5月、ハルピンで生存が確認されたのはわずか71人だったとされている。

## 概要
瑞穂村は日本全国22県からの出身者で構成されていた。東京都多摩市にある拓魂公苑に碑が建立されている。